# المرأة في اليهودية
يحدد دور المرأة في اليهودية عدة عوامل منها: التوراة، والشريعة اليهودية الشفوية، والأعراف، والعوامل الثقافية التي لا ترتبط بالدين من قريب أو من بعيد. وعلى الرغم من ذلك تذكر التوراة العديد من النماذج النسائية، حيث يختلف تعامل الشريعة اليهودية مع المرأة حسب الظروف المحيطة. في التقليد اليهودي، لا يعد الشخص يهوديًا إلا إذا ولد لأم يهودية، على الرغم من أن اسم الأب يستخدم في التوراة فنجد على سبيل المثال لا الحصر: «دينا بنت يعقوب».

## العصور التوراتية الأولى
يعتبر عدد النساء اللاتي ذكرن في التوراة قليلًا نسبيًا، مما يؤكد عدم وجودهم -بصورة كبيرة- في الحياة العامة. ولكن لكل قاعدة شواذ حيث نجد عددًا قليلًا من النساء اللاتي ذكرن بالاسم في الكتاب المقدس مثل: السيدة سارة، ورفقة، وراحيل زوجة يعقوب، وليئة، ومريم أخت موسي، ودبوره القاضية، وهيلدا النبية، وأبيجايل زوجة داوود، وراحاب، وأستير. ولم تقابل تلك النساء بالمعارضة حيث كانت لهم شعبية كبيرة فمنهم أخت النبي موسي ومنهم زوجة داوود.
وفقًا للعقيدة اليهودية، قدم الله «رب إبراهيم» عهده لبني إسرائيل فوق جبل سيناء. أكدت التوراة على أن الرجال والنساء من بنو إسرائيل كانوا موجودين في سيناء، ومع ذلك، كانت صيغة العهد موجهة للرجال، فكانت تلزم الرجال بالعمل من أجل تلبية احتياجات أفراد الأسرة من زوجات، وأطفال، وعبيد. وقد كان العهد ملزمًا للنساء ولكن بشكل غير مباشر.
كان الزواج والقانون الذي يحكم الأسرة في العصور التوراتية الأولى ينصف الرجل على حساب المرأة. فقد كان بإمكان الزوج أن يطلق زوجته إذا ما اختار ذلك، ولكن الزوجة لم تكن تستطيع الحصول على الطلاق دون موافقته. في الواقع لم يكن يوجد تشريع يتحدث عن فقدان عذرية الذكور، مثل ذلك الذي كان يتحدث عن نفس الشئ بالنسبة للإناث. وتؤكد هذه الاختلافات بين الجنسين التي وجدت في التوارة تبعية المرأة للرجل في العصور التوراتية الأولي. ومع ذلك كان للرجال التزامات محددة حيث كان يجب عليهم توفير المسكن، والمأكل لزوجاتهم.
وكان للمرأة دور في الحياة الروحية أيضًا. حيث كان ينبغي على النساء كما الرجال أن يحجوا مرة في العام إلى معبد القدس وأن يقوموا بتقديم قربان عيد الفصح. وكان ينبغي على المرأة أن تقوم بصلاة الشكر في بعض المناسبات الخاصة مثل ولادة الأطفال.
كانت الناس تعتمد على الرجال في تدبير الأمور الاقتصادية. ولم يكن للنساء حق في التملك، باستثناء بعض الحالات النادرة التي تخص الأرض الموروثة من الزوج المتوفى دون أولاد يرثونه، وفي مثل تلك الحالات كان ينبغي على النساء أن تتزوج مرة أخرى من داخل القبيلة حتي لا تقلل ما بحوزتها من أراضٍ.
ووفقًا لعالم اللاهوت جون بوكر كان الرجال والنساء يصلون منفصلين عن بعضهم بعضًا، ولم يكن يسمح للنساء بالذهاب إلى ما بعد الهيكل الثاني من المعبد.

## العصور الوسطى

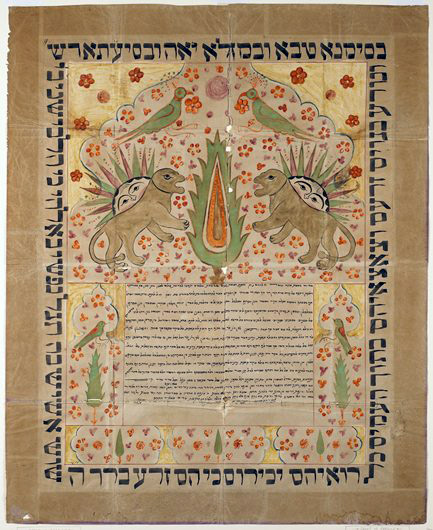
عقد زواج يهودي من مدينة أصفهان

كان الوضع أكثر صعوبة بالنسبة للمرأة اليهودية لإثبات نفسها منذ أن تمت معاملة اليهود كمواطنين من الدرجة الثانية في المجتمعات المسيحية قبل استنجادهم بالامارات الإسلامية ويتكلم إبراهام غروسمان في كتابه التقية والمتمردة عن العوامل التي أثرت على رؤية المجتمع للمرأة اليهودية في أوروبا العصور الوسطي، ويقسمهم إلى ثلاثة عوامل: التراث التوارتي والتلمودي، ووضع المجتمع غير اليهودي الذي عاش فيه اليهود وعملوا به، والوضع الاقتصادي لليهود، متضمنًا دور المرأة في دعم أسرتها.
كانت العصور الوسطى تعج بالصراعات بين التطلعات الدينية للنساء اليهوديات، والواقع الذي كانت تعيشه المرأة اليهودية في تلك الفترة، والذي كان مماثلًا لواقع المرأة المسيحية في نفس الفترة. وكان هذا الوضع هو أحد الأسباب التي أدت إلى مطالبة أحد أعمال القبالة بأن تقوم النساء بتنفيذ الميتزفة بطريقة من شأنها أن تصل بها إلى المساواة مع الرجل.

## الحياة الدينية

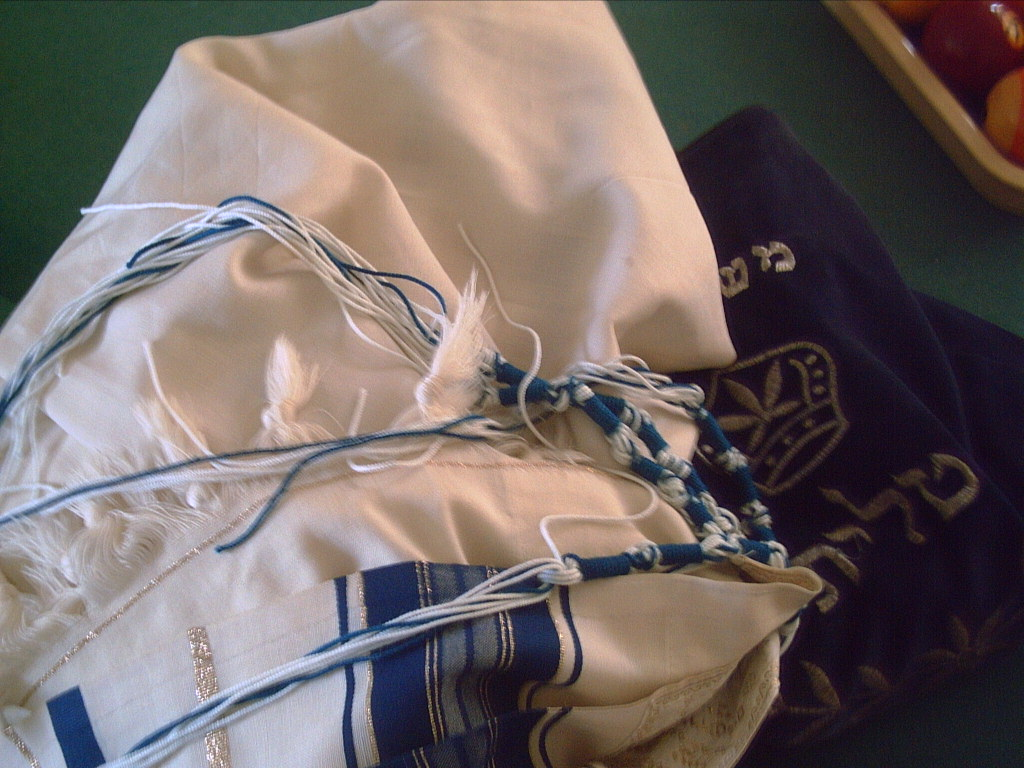
مجموعة من التزيتزيت

شهدت العصور الوسطى العديد من التطورات الدينية في الديانة اليهودية. فنجد غض الطرف على الحظر المفروض على تعليم النساء التوراة، وظهور النساء في مجموعات المصليين بالإضافة إلى ذلك بدأت المرأة بالمشاركة في شعائر الديانة اليهودية علنًا في المعابد. وربما كان هناك بعض النساء اللاتي تعلمن كيفية أداء الطقوس باللغة العبرية. وتوجد بعض الدلائل التي تؤكد على ارتداء زوجات الحاخامات في بعض المجتمعات الأشكينازية في القرن الخامس عشر التزيتزيت تمامًا كأزواجهن.

## الحياة الأسرية
كانت مواضيع الزواج والطلاق والعنف الأسري من ضمن المواضيع التي شغلت بال الحكماء اليهود في العصور الوسطي. في الواقع يعتبر الزواج شيئًا هامًا ومقدسًا في الديانة اليهودية وقد خاض الحكماء اليهود العديد من النقاشات حول تلك الموضوعات. أصدر الحاخام جرشوم بن يهوذا مرسومًا يحظر فيه تعدد الزوجات في المجتمعات اليهودية الأشكنازية. وأرسى الحاخامات بعد ذلك العديد من المناهج التي كانت تهدف إلى تمكين المرأة من الالتجاء إلى المحاكم الحاخامية كي تطلب الطلاق. وأكد موسي بن ميمون على حق المرأة في طلب الطلاق إذا كان زوجها بغيضًا، حيث كان يرى أن المرأة ليست كالأسير، كي تجبر على ممارسة علاقات حميمية من شخص تكرهه. وعلى العكس من اليهودية كانت الديانة المسيحية تحذر الطلاق وظلت تعتبر الزواج سرًا مقدسًا لا يمكن حله «فالذي جمعه الله لا يفرقه إنسان».
وشدد الحاخامات على موضوع العنف الأسري فيقول الحاخام بيريز بن إيليا: «لقد سُمعت صرخات البنات اليهوديات بسبب الرجال الذين رفعوا أيديهم ليضربوا زوجاتهم.» ثم يستطرد ويقول متعجبًا: «ولكن من الذي أعطى للزوج الأذن لضرب زوجته؟» ويقول الحاخام مائير من روتنبيرج: «إن ضرب الزوجات هو من تصرفات الوثنيين، ولكن الله يمنعنا من فعل ذلك، ومن يفعل ذلك يعاقب بالطرد من المجتمع اليهودي والضرب.» وحكم نفس الحاخام بحق الزوجة التي يسئ زوجها معاملتها ويضربها في اللجوء إلى المحكمة الحاخامية لإجبار الزوج على تطليقها، وعلى دفع غرامة مالية. وقد أصدر الحاخامات تلك الأحكام في وسط مجتمعات كانت تعتبر ضرب الزوجات روتينيًا.

## التعليم
كان حظ النساء اليهوديات من التعليم محدودًا. كانت المرأة اليهودية تتعلم كيفية القراءة والكتابة وكيفية القيام بالأعمال المنزلية. وكانت المرأة اليهودية تتلقى بعض تعاليم الشريعة اليهودية والتي كانت ضرورية في الحياة اليومية، مثل طريقة طبخ طعام الكوشير. وكانت الفتيات المسيحيات واليهوديات على حد السواء تدرسن في منازلهن. وفي بعض العائلات المسيحية كان يسمح بوجود مدرسين ذكور كي يعلموا بنات تلك العائلات، ولكن العائلات اليهودية كانت لا تسمح في الغالب بوجود معلمين ذكور. ولم يكن التعليم العالي متاحًا للفتيات المسيحيات واليهوديات، ولكن النساء المسيحيات كان لديهن الحق في دخول الأديرة للتعلم. وهناك العديد من المصادر التي تؤكد حصول النساء اليهوديات اللاتي كن يعشن في الأراضي الواقعة تحت السيطرة الإسلامية على التعليم. فنجد العديد من النساء اليهوديات المتعلمات في منطقة الشرق الأوسط. فنجد العديد من سجلات الوصايا والوثائق القانونية والعرائض الموجهة لبعض المسئولين مكتوبة بأيدي نساء يهوديات. ونجد أيضًا العديد من النساء اليهوديات اللاتي تعلمن من أجل مساعدة أزواجهن في الحياة اليومية وفي الأعمال التي يقومون بها.